# Divize D 1982/1983
V soubojích 18. ročníku Moravskoslezské divize D 1982/83 (jedna ze skupin 4. fotbalové ligy) se utkalo 14 týmů každý s každým dvoukolovým systémem podzim–jaro. Tento ročník začal v srpnu 1982 a skončil v červnu 1983.

## Nové týmy v sezoně 1982/83
- Ze III. ligy – sk. B 1981/82 nesestoupilo do Divize D žádné mužstvo.
- Mužstvo TJ Zetor Brno se vrátilo po jednoroční epizodě v Divizi C 1981/82.
- Z Jihomoravského krajského přeboru 1981/82 nepostoupilo žádné mužstvo, vítězné mužstvo TJ ŽĎAS Žďár nad Sázavou[1] postoupilo do Divize C 1982/83.
- Ze Severomoravského krajského přeboru 1981/82 postoupilo vítězné mužstvo TJ Slavoj Bruntál.

## Konečná tabulka
Zdroj: 
| Poř. | Tým                                 | Z  | V  | R | P  | VG | OG | B  |
| ---- | ----------------------------------- | -- | -- | - | -- | -- | -- | -- |
| 1.   | TJ Slovácká Slavia Uherské Hradiště | 26 | 20 | 3 | 3  | 68 | 17 | 43 |
| 2.   | TJ NHKG Ostrava                     | 26 | 15 | 6 | 5  | 38 | 33 | 36 |
| 3.   | TJ US Uničov                        | 26 | 14 | 3 | 9  | 45 | 29 | 31 |
| 4.   | TJ Sigma Hranice                    | 26 | 11 | 7 | 8  | 33 | 34 | 29 |
| 5.   | TJ Baník Horní Suchá                | 26 | 11 | 6 | 9  | 35 | 28 | 28 |
| 6.   | TJ Zetor Brno                       | 26 | 10 | 8 | 8  | 30 | 26 | 28 |
| 7.   | TJ JZD Slušovice                    | 26 | 12 | 3 | 11 | 39 | 29 | 27 |
| 8.   | TJ Jiskra Kyjov                     | 26 | 10 | 5 | 11 | 46 | 38 | 25 |
| 9.   | TJ Slavoj Bruntál (N)               | 26 | 7  | 9 | 10 | 35 | 34 | 23 |
| 10.  | TJ TŽ Třinec „B“                    | 26 | 8  | 6 | 12 | 32 | 39 | 22 |
| 11.  | TJ Baník 1. máj Karviná             | 26 | 8  | 6 | 12 | 28 | 38 | 22 |
| 12.  | TJ MS Karolinka                     | 26 | 9  | 4 | 13 | 31 | 45 | 22 |
| 13.  | TJ Slavia Kroměříž                  | 26 | 4  | 7 | 15 | 28 | 60 | 15 |
| 14.  | TJ Nový Jičín                       | 26 | 3  | 7 | 16 | 22 | 60 | 13 |

Poznámky:
- Z = Odehrané zápasy; V = Vítězství; R = Remízy; P = Prohry; VG = Vstřelené góly; OG = Obdržené góly; B = Body; (S) = Mužstvo sestoupivší z vyšší soutěže; (N) = Mužstvo postoupivší z nižší soutěže (nováček)

|  | Postup do III. ligy – sk. B 1983/84                          |
|  | Sestup do Jihomoravského krajského přeboru – sk. B 1983/84   |
|  | Sestup do Severomoravského krajského přeboru – sk. B 1983/84 |